# حریصا
حریصا (عربی: حریصا) یکی از مکانهای مهم زیارتی در لبنان است که در فاصله ۲۰ کیلومتری شمال بیروت و در شرق شهر جونیه قرار دارد و مجتمعی از کلیساهای چهارگانه هست که بر بالای کوه‌هایی قرار دارد که ۶۵۰ متر از سطح دریا ارتفاع دارد. برای رسیدن به منطقه دو راه وجود دارد: یکی از طریق تله کابین جونیه – حریصا که فاصله ۱۵۷۰ متری را در عرض ۹ دقیقه طی می‌کند و از فراز جنگل‌های کوهستانی و ساختمانهای سر به فلک کشیده عبور می‌کند و دیگر از طریق جاده کوهستانی.

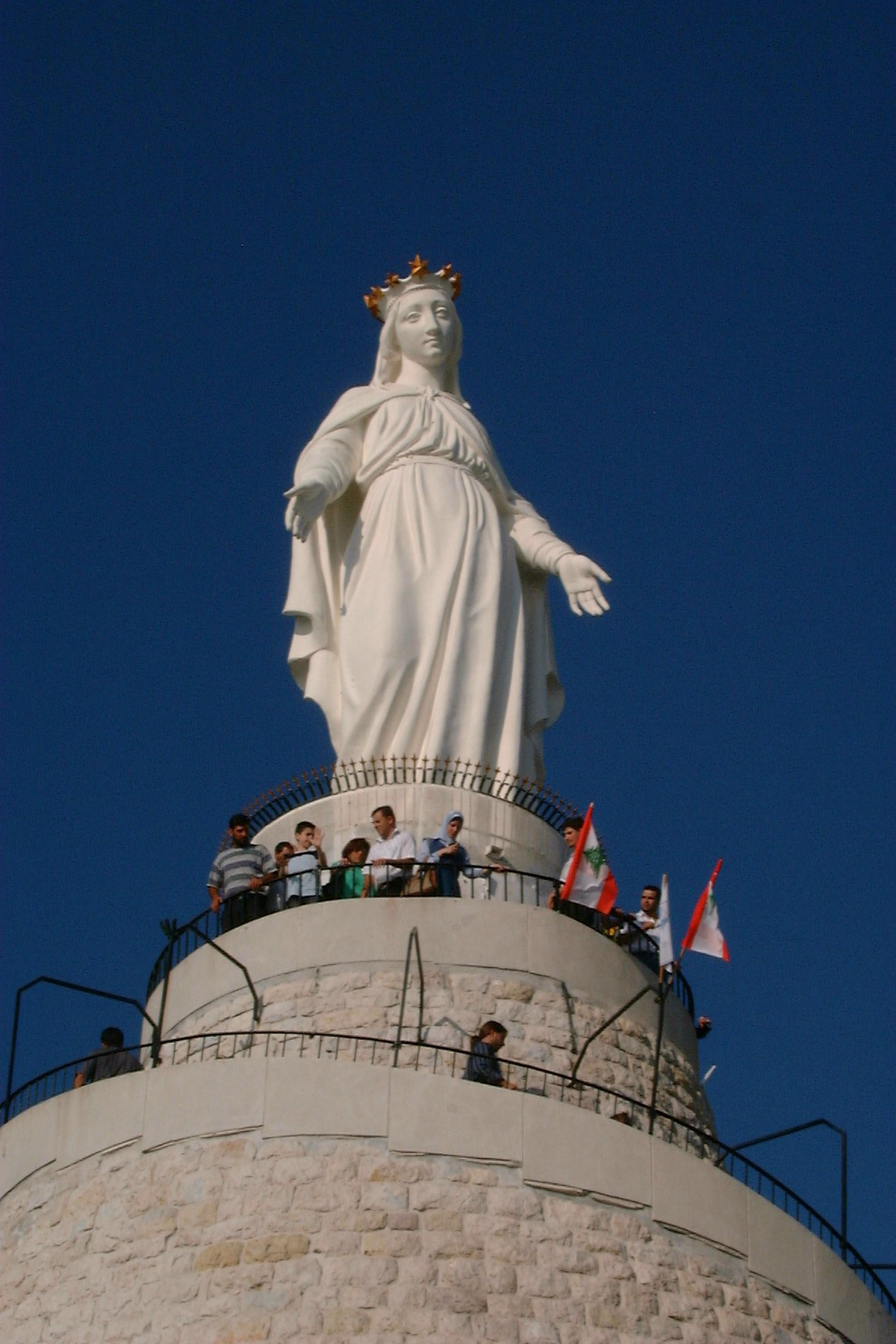
مجسمه بانوی لبنان

قدیمی‌ترین کلیسای این مجموعه کلیسای کوچکی به ظرفیت ۴۰ نفر است که Our Lady of Lebanon یا سیده لبنان نام دارد. بنای کلیسا مخروطی شکل است و یک راه پله مارپیچ روی نمای ساختمان بازدیدکنندگان را به بالا هدایت می‌کند که هر چه به سمت بالا می‌رویم، از عرض پله‌ها کم می‌شود. روی قله این بنا مجسمه برنزی ۱۵ تنی از مریم مقدس قرار داده شده که تاجی از طلا بر سر دارد. این مجسمه که از بیشتر نقاط شهر قابل رویت است در سال ۱۹۰۸ ساخته شده‌است.
کلیسای بزرگ (بازلیک= به زبان رومی) در این مجموعه قرار دارد که بزرگترین کلیسای خاورمیانه است و سقف آن به نشانه ۵ استان لبنان ۵ سطح دارد. بلندترین ارتفاع سقف آن ۴۰ و کوتاهترین آن ۲۰ متر است. این کلیسا ۱۰۲ سال قدمت دارد و ۳۴ سال قبل بازسازی شده و مسیحیهای مارونی جشنهای بزرگ مذهبی خود را در آن برگزار می‌کنند.
- زیر این کلیسا کنیسه ای است با نام «سیدة لورد» به معنای نگهبان که یکشنبه‌ها در آن مراسم قربانی مقدس (عشای ربانی) و دیگر مراسم مربوط به روز یکشنبه از ساعت ۹ الی ۱۳ ظهر در چندین نوبت انجام می‌پذیرد
- «کنیسه الغفران» کلیسای چهارم این مجموعه‌است که میزبان مراسمی چون تدفین، غسل تعمید و اعتراف است.

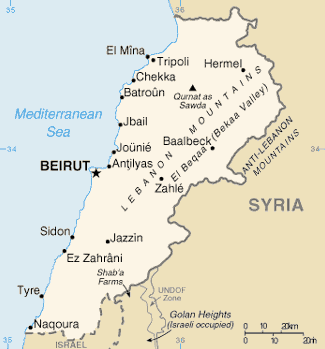
نقشهٔ لبنان

«علی صفدری» کتابی را به نام «حریصا» (گفتگوهای جوان مسلمان و مسیحی) به رشته تحریر درآورده که در آن فضای داستانی گفتگوهای یک جوان مسلمان و مسیحی ترسیم شده و در منطقه حریصا انجام می‌شود. این کتاب در قالب مناظره ای بین اسلام و مسیحیت به دفاع از اسلام در مقابل شبهات مسیحیان می‌پردازد و نسبت به مسیحیت رایج اشکالاتی را مطرح می‌کند. باید دانست که کتاب فوق، اشکالات مسیحیت را از دیدگاهی اسلامی مطرح نموده و می‌توان گفت که از منظر کلامی در جایگاه مطلوبی قرار دارد.